# 抹茶

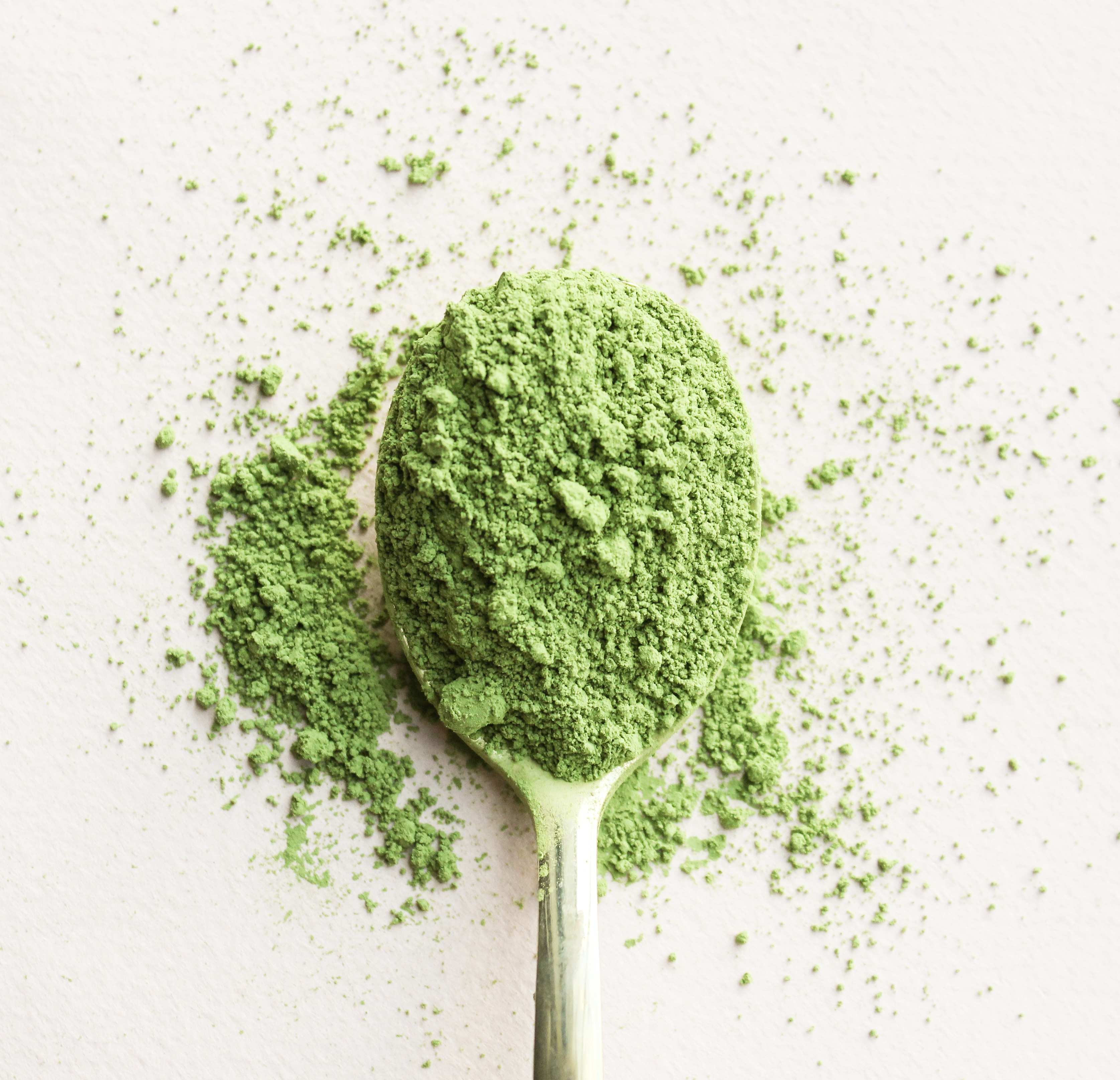
抹茶

抹茶（日语：／ matcha）是一種除去水份後的粉末狀茶品，通常為沖泡熱水後飲用，也常用於製作糕點及甜點。
中文传统正写为“末茶”，其中“末”是“粉末”、“碎末”的意思
较为常见的抹茶品类一般为绿茶，并且茶叶在采摘前需要覆盖三周，以产生更多茶氨酸和咖啡因；而采摘后需要蒸青，使颜色更加翠绿。粉碎过程则用天然石磨最佳。如此使得最后由抹茶制成的茶汤几乎没有苦涩味道，而回味甘甜。

## 歷史
抹茶起源于中国的隋朝，在唐朝（8世紀）流行「蒸清製茶」。宋朝（10～13世紀）达到顶峰，當時已经有了完整的寺院抹茶茶道（點茶），這從古代茶器中可以看出來。
南宋（12世紀）日本僧侶榮西禪師兩度入宋學習禪法，並將茶種與點茶法帶回日本。他撰寫的《喫茶養生記》推崇飲茶養生，茶文化逐漸在寺院與貴族間傳播。16世紀，千利休完善日本茶道（侘茶），強調簡樸、自然與專注，抹茶成為茶道核心。武士階層藉茶道修心，抹茶文化滲透至社會各層面。京都宇治因氣候與水質成為抹茶產地中心，至今仍是頂級抹茶象徵。
但自明朝以来，朱元璋認為這樣做法太過費工，勞民傷財，於是下令改茶制，中国开始主流用茶叶泡汤弃渣的喝法，從此中國的點茶便告失传，传统茶磨也随之绝迹，這才會有抹茶是日本文化的誤會。不過九世纪末（日本的平安中期）抹茶技術確實是随日本遣唐使进入日本而唯一被保留下來，並被日本人民所接受改良，後來點茶并推崇與发展，成为今天的日本抹茶茶道。

## 制作

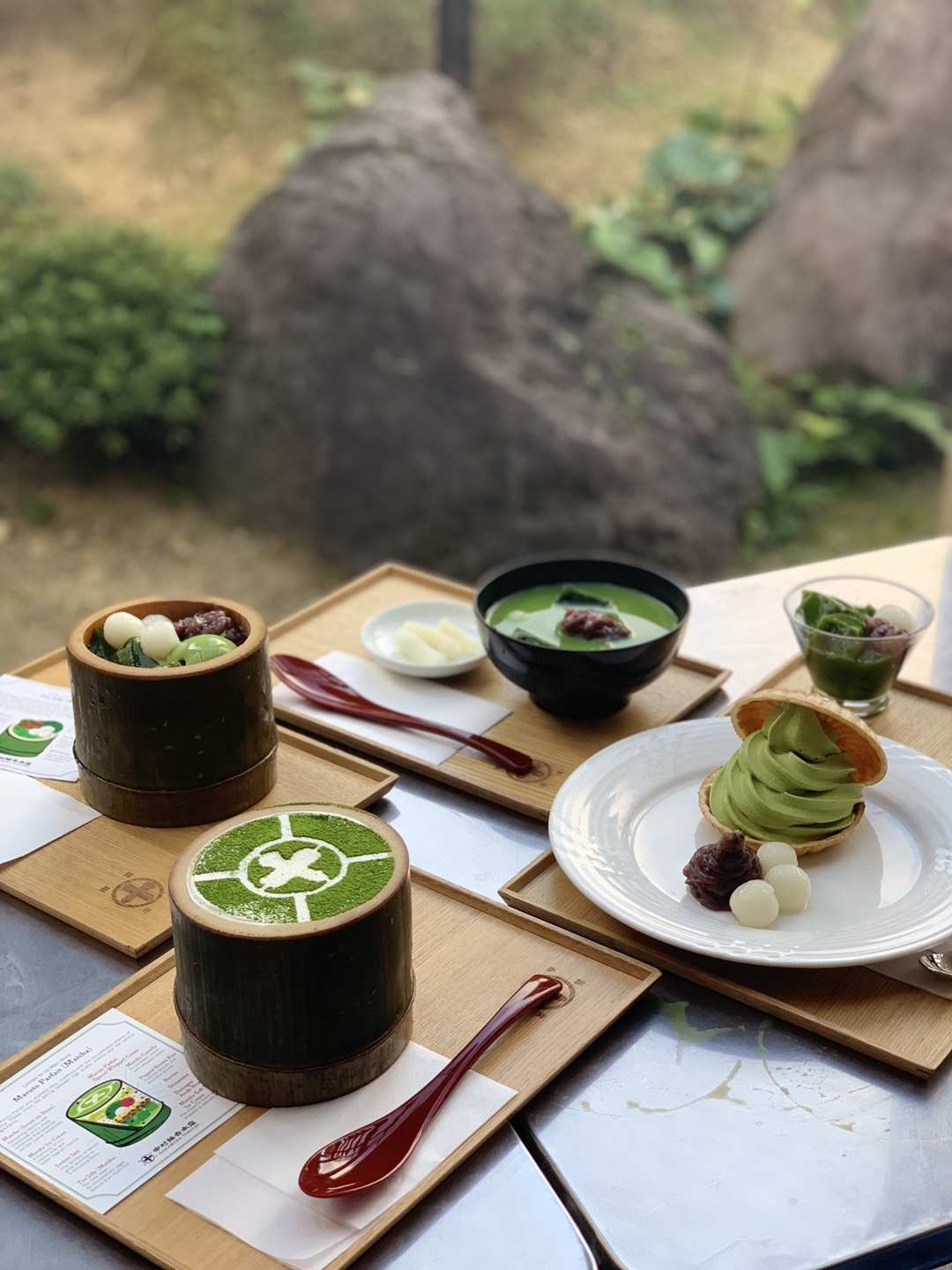
京都的各式抹茶点心

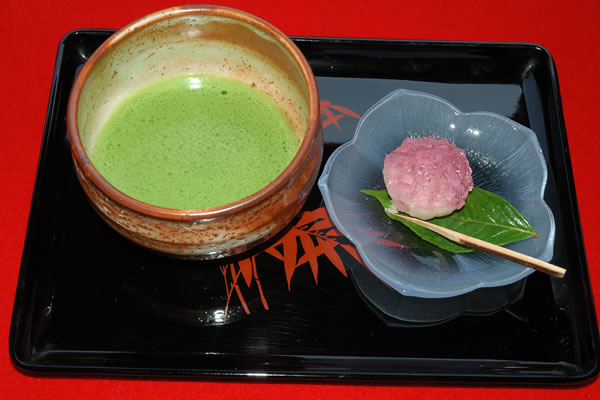
抹茶與和果子。

抹茶的原料是一种没有经过揉捻的小茶片，在日本，由于多年的改良，绿茶已经很少有苦涩的味道了，而经过覆盖蒸青的绿茶幾乎没有苦涩味。在绿茶采摘前的20至30天，在绿茶上用毛竹，铁丝搭起棚架，然后盖上稻草簾子，四周也用草簾子遮挡得不透阳光，遮光率达到98%以上，这样栽培的绿茶更加不苦，更加翠绿。
采摘来的生叶当天蒸青（用蒸氣殺青），然后不经过揉捻，直接进入烘焙炉烘干，这样的大片乾茶葉称为「荒茶」。然后荒茶进入冷库，在攝氏零下的溫度做保存，以提高葡萄糖成分，更加甘甜。
荒茶在使用前从冷库中取出，恢复到常温后进行加工，经过切割，筛选等多道工序后，成为0.3厘米见方的小块，成为碾茶。碾茶用天然的石磨碾磨成微粉状称作抹茶。茶磨是传统用于粉碎茶叶的设备，虽然现代也有用气流粉碎机或球磨机粉碎的，细度均达不到石磨的细度。并且，石磨奇特的温度是抹茶的最后一道提香工序，经过石磨碾磨的抹茶，带有海苔和粽叶的香味。用其他方法粉碎的粉末状绿茶，被称为绿茶粉，或者粉末绿茶。由于细度、香气、颜色的不同，其价格和用途也完全不同。
蒸清製茶：將茶葉蒸熟後製成餅茶，飲用時碾碎沖泡。
點茶文化：將蒸青後的團茶研磨成粉，注入熱水並用茶筅攪打出泡沫。
覆蓋栽培：採摘前20-30天搭棚遮光（覆下栽培），減少光照使茶葉富含葉綠素與氨基酸，降低苦澀。  
蒸青與研磨：茶葉蒸煮後烘乾成「碾茶」，用石磨低速研磨成超細粉末，保留色澤與風味。  

## 饮用
抹茶的直饮一般是按照中国原始的鬥茶的方式饮用，有一些独特的方法，后来在日本被发展成日本茶道，形成更加严格复杂的规则。
基本的方法是：
1. 温碗
先把茶碗连同茶筅一起用开水烫过。
2. 调膏
碗里放入2克抹茶，先加入少量（幾毫升）的水，把抹茶调成浆糊状，这样可以防止十分细腻的抹茶产生抱团的现象。
3. 点茶
再加入約60毫升的水，用茶筅按照川字形（也描述為M字形或W字形）的轨迹贴着碗底前后刷搅，使之拌入大量的空气，形成浓厚的泡沫。

“碧云引風吹不断，白花浮光凝碗面”这是唐代诗人卢仝对抹茶的赞美。说了抹茶上面的泡沫的形状和颜色，一级泡沫的浓厚，不易被风吹散。日本茶道把比较浓厚的抹茶（4克抹茶加入60毫升的水）称为「浓茶」，把比较少的抹茶（2克抹茶加入60毫升的水）称为「薄茶」。

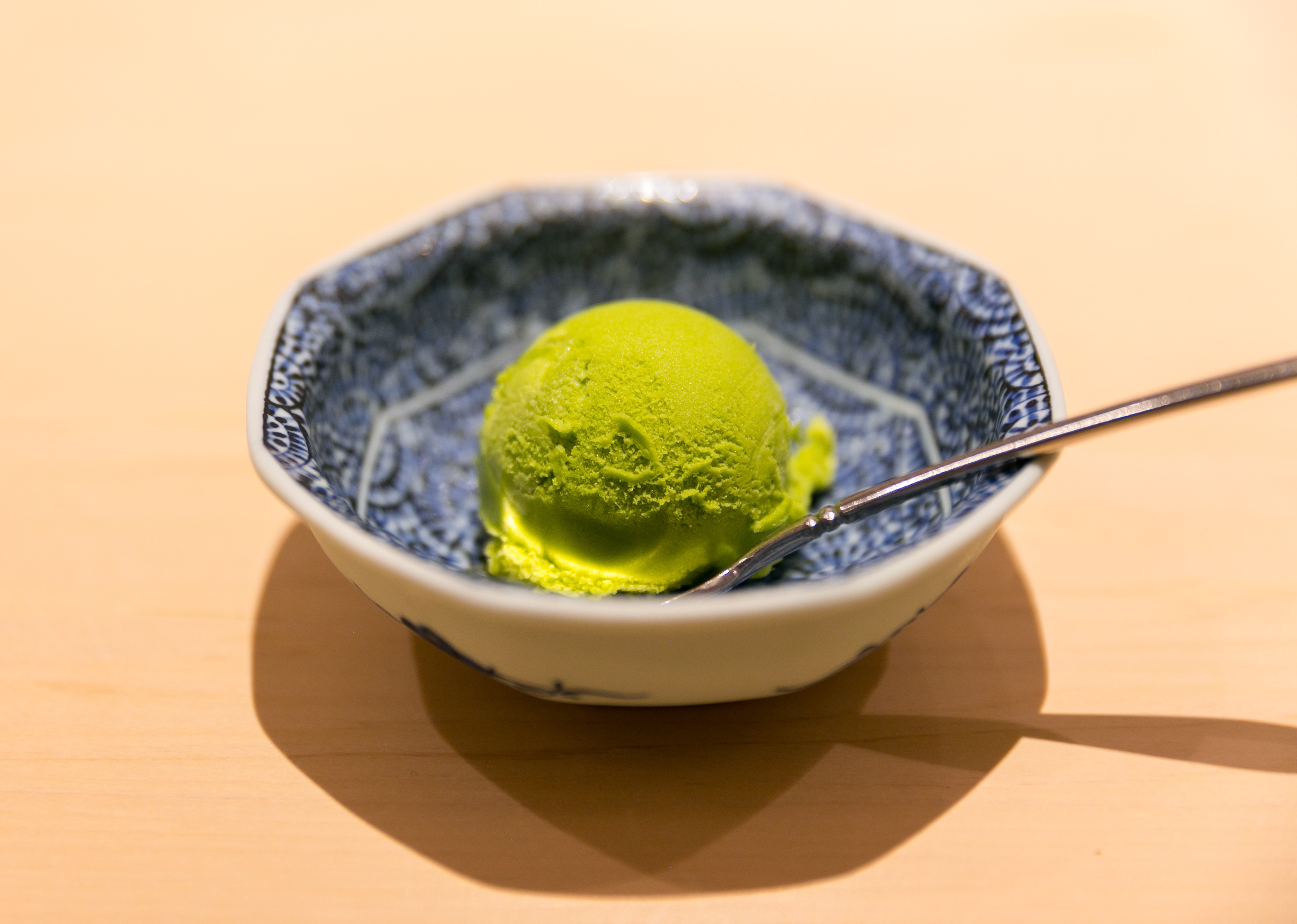
抹茶冰淇淋
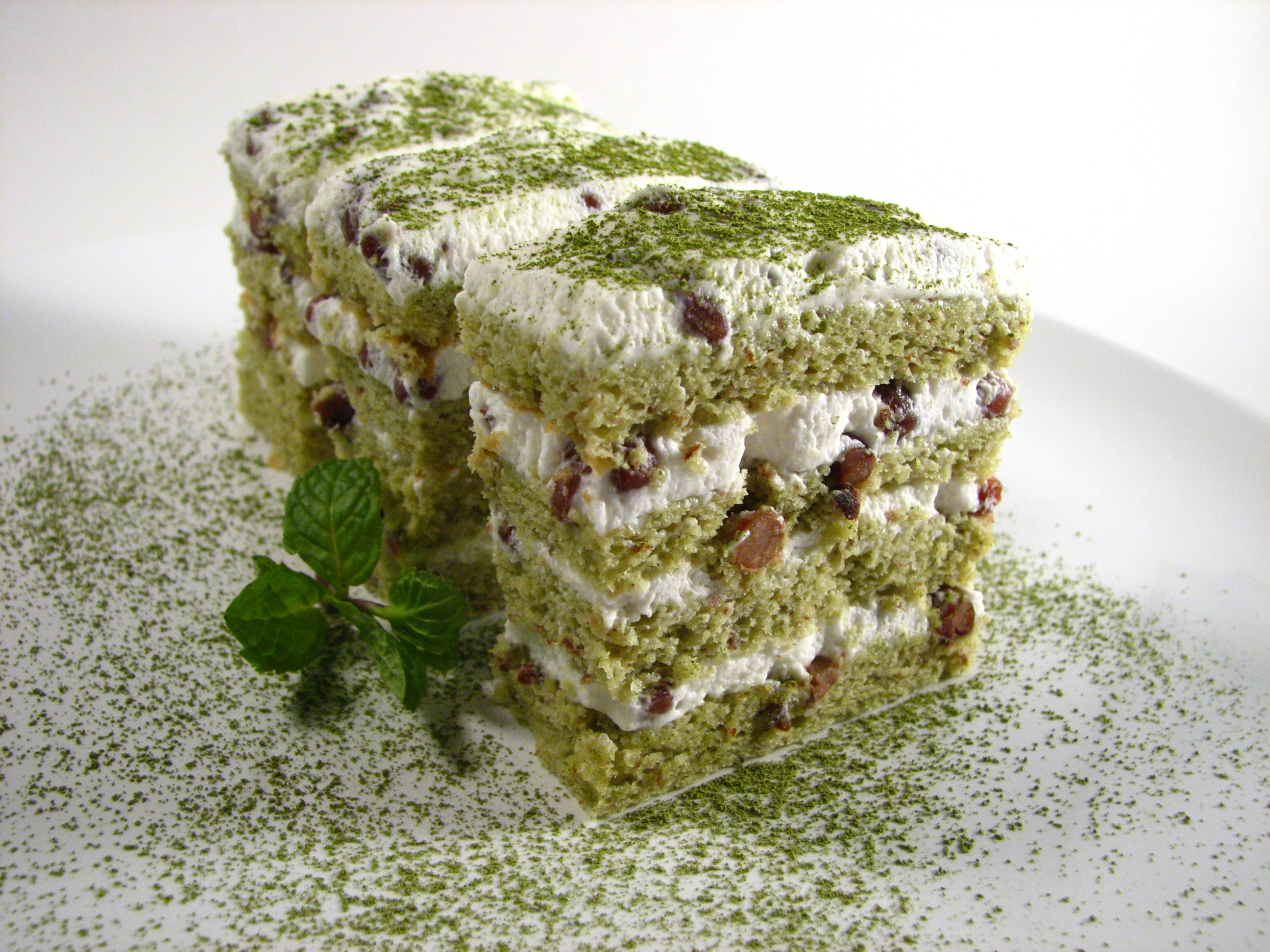
抹茶蛋糕
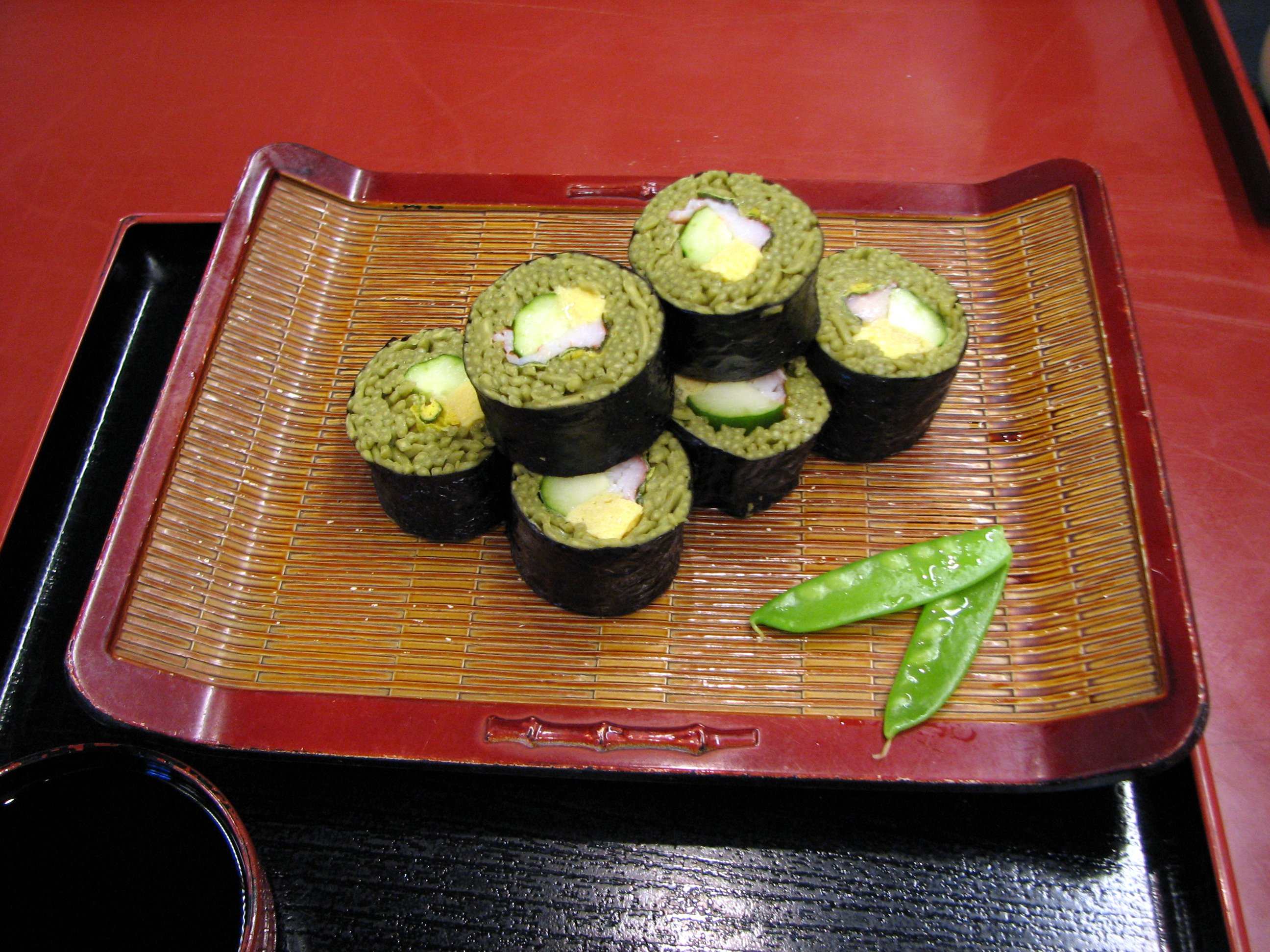
抹茶壽司

## 衍生
- 宇治金時（冰品）